# Dioscorea beyrichii
Dioscorea beyrichii är en enhjärtbladig växtart som beskrevs av Reinhard Gustav Paul Knuth. Dioscorea beyrichii ingår i släktet Dioscorea och familjen Dioscoreaceae. Inga underarter finns listade i Catalogue of Life.